# Newton Holanda Gurgel
Newton Holanda Gurgel (* 1. November 1923 in Acopiara; † 6. April 2017 in Crato) war ein brasilianischer Geistlicher und römisch-katholischer Bischof von Crato.

## Leben
Newton Holanda Gurgel empfing am 25. Juli 1948 die Priesterweihe für das Bistum Crato.
Papst Johannes Paul II. ernannte ihn am 10. April 1979 zum Weihbischof in Crato und Titularbischof von Gummi in Byzacena. Der Papst persönlich spendete ihm am 27. Mai desselben Jahres die Bischofsweihe; Mitkonsekratoren waren Duraisamy Simon Lourdusamy, Sekretär der Kongregation für die Evangelisierung der Völker, und Eduardo Martínez Somalo, Substitut des Staatssekretariates.
Am 24. November 1993 wurde er zum Bischof von Crato ernannt. Am 2. Mai 2001 nahm Papst Johannes Paul II. seinen altersbedingten Rücktritt an.